# Anisochilus
Anisochilus es un género con 20 especies aceptadas de plantas con flores perteneciente a la familia Lamiaceae. Es originario de África y China

## Taxonomía
El género fue descrito por Wall. ex Benth. y publicado en Edwards's Botanical Register 15: , pl. 1300. 1830. La especie tipo no ha sido designada.

## Especies seleccionadas
- Anisochilus adenanthus
- Anisochilus africanus
- Anisochilus albidusAnisochilus argenteus
- Anisochilus cambodianus
- Anisochilus carnosus
- Anisochilus crassus
- Lista completa de especies Archivado el 22 de marzo de 2009 en Wayback Machine.